# 朝鮮労働党中央委員会総書記
朝鮮労働党中央委員会総書記（ちょうせんろうどうとうちゅうおういいんかいそうしょき、朝鮮語: 조선로동당 중앙위원회 총비서）は、朝鮮民主主義人民共和国（以下、北朝鮮）の指導政党である朝鮮労働党中央委員会書記局の役職、北朝鮮最高指導者の役職。
なお、厳密な役職名でいえば、金正日は「中央委員会」が付かない朝鮮労働党総書記（ちょうせんろうどうとうそうしょき、朝鮮語: 조선로동당 총비서）の肩書を用い、金正恩もこれを踏襲している。
中央委員会書記局は党の幹部人事や日常業務を取り仕切り、中央委員会に設置された各部の活動を管掌するため、その長である中央委員会総書記は朝鮮労働党の事実上の実権者であった。そして、中央委員会総書記は党大会や中央委員会総会において党を代表して「党中央委員会事業総和（活動報告）」を行うことから、朝鮮労働党の党首として位置づけられていた。なお、憲法の規定により、北朝鮮は朝鮮労働党によって指導されるため、本職にある者が同国の事実上の最高指導者となる。現在の総書記は金正恩である。
2011年12月に金正日が死去し、「永遠の総書記」と位置付けられたため総書記の役職は一旦廃止され、党における最高の役職は朝鮮労働党第一書記となったが、朝鮮労働党委員長を経て、2021年の朝鮮労働党第8次大会で総書記の役職が復活した。
北朝鮮では総書記を総秘書（朝鮮語: 총비서、チョンビソ）と呼ぶが、日本のマスメディアは中華人民共和国や旧ソビエト連邦の呼称と合致させるため、総書記と呼称している。なお、北朝鮮の朝鮮中央通信日本語サイトでも「総書記」と表記している

## 概説
北朝鮮の支配政党である朝鮮労働党が1949年6月30日に成立した際、党の最高指導機関である中央委員会の首班として中央委員会委員長が置かれた。委員長には北朝鮮の首相で、ソ連の支援を受けていた金日成が選出された。金日成は自身に対する党内の反対派を粛清して権力を掌握し、党内で確固たる地位を築く。
1966年10月に開催された第2回党代表者会において党機構の改組が行われた。中央委員会委員長、副委員長が廃止され、中央委員会の最高職として中央委員会総書記と、総書記の下で党の日常業務を処理し､人事、組織問題をも掌握する中央委員会書記局が設置された。第2回党代表者会最終日の10月12日、第4期党中央委員会第14回総会が開催され、金日成が総書記に選出された。
その後、金日成は1970年の第5期党中央委員会第1回総会、1980年の第6期党中央委員会第1回総会で総書記に再選される。この間、金日成の独裁化は進み、神格化されていく。1972年に制定された新憲法では朝鮮労働党の主体思想を国家の活動の指導指針とすることが定められ、同党の最高指導者である総書記が北朝鮮の事実上の最高指導者としての職となった。なお、金日成はこの憲法に基づいて設置された国家元首職である国家主席にも就任し、名実共に国家の最高指導者と位置づけられた。
金日成は党中央委員会総書記、国家主席に在職のまま、1994年7月8日に死去した。総書記ならびに国家主席の地位は金日成の長男で後継者である国防委員長、党政治局常務委員、党書記局筆頭書記の金正日が継承すると見られた。しかし、金正日は「3年の喪に服する」として総書記にも国家主席にも就任はしなかった。服喪期間中は党の最高職である総書記と元首である国家主席は空席になったが、父の死を受けて党内序列1位となった金正日が最高指導者として北朝鮮を統治した。
1997年7月8日に開催された「金日成主席死去3周年中央追悼大会」において「喪明け」が宣言されると、金正日の党総書記就任が政治日程に上ることとなった。1980年の第6回党大会で採択された党規約によれば、総書記は党中央委員会総会において選出されることになっていたが、金日成の死後、党中央委員会総会は招集されず、金正日は中央委員会総会における選挙という正規の手続きでは総書記の地位には就かなかった。1997年9月21日の平安南道党委員会の代表会を皮切りに10月初旬まで各地で党代表会が開催され、そこで金正日を党総書記に「推戴」する決議が行われていった。また、9月22日には朝鮮人民軍内の党代表会で金正日の総書記推戴が決議され、その後は政務院（内閣）事務局や各行政機関でも党代表会が開催されて金正日総書記推戴を決議していった。つまり、軍・中央政府・地方の党組織が別々に代表会を開いて個別に推戴決定書を満場一致で採択する形をとり、これを「全党の意思」として、10月8日、党中央委員会と党中央軍事委員会が連名で金正日の総書記推戴を宣言し、金正日は総書記に就任したのである。なお、党中央委員会と党中央軍事委員会が金正日総書記推戴を宣布した「特別報道」では金正日を「党の総書記」「朝鮮労働党の公認された総書記」と表現していたことから、日本の北朝鮮研究者である玉城素は、金正日が就任した総書記職は正規の手続きで中央委員会によって選出された「中央委員会総書記」ではなく、党規約上存在しない「便宜上仮構された職位」としての「党総書記」であるとみている。
2010年9月28日に第3回党代表者会が開催され、金正日は党総書記に再び「推戴」された。そして、党規約の改正が行われ、総書記の選出が党中央委員会総会での選挙から党大会における「推戴」に変更されるとともに、党代表者会での党最高指導機関選挙でも実施されることが定められた。また、新しい党規約では1980年の党規約では明確でなかった総書記の地位を「党の首班」と規定し、党中央軍事委員会委員長との兼職規定も設けた。
2011年12月17日、金正日が死去し、三男の金正恩が後継者となった。金正日の死によって空席となった党総書記の地位を金正恩が継承するとみられたが、2012年4月11日に開催された第4回党代表者会で金正日を「永遠の総書記」として位置づける決議が採択されるとともに、党規約が改正されて総書記の地位は廃止された。そして、新たに最高職として党第一書記が設けられ、金正恩が就任した。
2016年5月に開催された第7回党大会で党規約の改定と党機構の改編が行われた。党第一書記の地位は廃止され、新たに党の最高職として委員長が設置された。そして、書記局は政務局に改組された。第7回党大会の最終日である5月9日、金正恩は党委員長に就任した。
2021年1月の朝鮮労働党第8次大会において朝鮮労働党の規約が改正され（1月9日）、書記局が復活したのを機に、金正恩を総書記とする決議が1月10日の会議で全会一致で採択されたと報じられた。また金正恩総書記の下に、金正恩の委任を受けて会議を主催できる、ナンバー2とみなされる「党中央委員会第一書記」のポストが新設され、第一書記の名を有するポストが復活した。このポストには党の政治局常務委員・組織担当書記に起用された趙甬元が就任したのではないかと取り沙汰されている。

## 選出・任期
2010年改正の党規約によれば、総書記は党大会において推戴される。また、党大会閉会中に召集された党代表者会においても総書記の選出は可能である。任期、再選については規定はない。

## 職責
2010年改正の党規約における総書記の職責は以下の通り。
- 朝鮮労働党の首班として党を代表し、全党を領導する。
- 朝鮮労働党中央軍事委員会委員長を兼職する。

## 朝鮮労働党歴代最高指導者

### 朝鮮労働党中央委員会委員長
1. 金日成（1949年6月30日 - 1966年10月12日）

### 朝鮮労働党中央委員会総書記
1. 金日成（1966年10月12日 - 1994年7月8日）

### 朝鮮労働党総書記
1. 金正日（1997年10月8日 - 2011年12月17日）

### 朝鮮労働党第一書記
1. 金正恩（2012年4月11日 - 2016年5月9日）

### 朝鮮労働党委員長
1. 金正恩（2016年5月9日 - 2021年1月10日）

### 朝鮮労働党総書記
1. 金正恩（2021年1月10日 - ）